# Crioprosopus nigricollis
Crioprosopus nigricollis là một loài bọ cánh cứng trong họ Cerambycidae.